# NGC 6930
NGC 6930 (другие обозначения — IC 1326, PGC 64935, UGC 11590, MCG 2-52-18, ZWG 424.22, IRAS20305+0942) — спиральная галактика с перемычкой (SBab) в созвездии Дельфин.
Этот объект входит в число перечисленных в оригинальной редакции «Нового общего каталога».
В галактике вспыхнула сверхновая SN 2003gt типа Ia, её пиковая видимая звездная величина составила 16,4.